# 黃書瑋
黃書瑋（1949年07月20日—），台北市人，中華民國政治人物，前台北市市長黃啟瑞之子。現任台北市艋舺龍山寺董事長，曾任國民大會代表，後代表中國國民黨在台北市選區當選第一屆第五次增額立法委員。